# Кераскский мир
Кераскский мир — мирный договор, подписанный 6 апреля 1631 года в городе Кераско представителями императора Фердинанда II, французского короля Людовика XIII и савойского герцога Виктора Амадея I. Этим договором был положен конец войне за мантуанское наследство.

## Предыстория
После кончины в 1627 году мантуанского герцога Винченцо II Гонзага, не оставившего наследника, на герцогство стали претендовать представители разных боковых ветвей, поддержанные влиятельными европейскими державами. В связи с тем, что одновременно шла Тридцатилетняя война, у Габсбургов не хватало сил для ведения боевых действий по всей Европе, поэтому они были вынуждены согласиться на невыгодный для них мирный договор.

## Условия договора
- Права Карла Неверского как правителя Мантуи и Монферрата были подтверждены.
- Франция объявила, что отказалась от дальнейших завоеваний в Италии
- Виктору Амадею I было позволено унаследовать завоеванную французами Савойю после внезапной смерти своего отца Карла Эммануила. Также он получил монферратские города Трино и Альбу.
- Сыну Ферранте II, герцога Гуасталлы — Чезаре II, отдали Луццару и Реджоло.

Позже также выяснилось, что по секретному мирному договору, подписанному Виктором Амадеем, тот отдал французам город Пиньероль в обмен на часть бывшего маркграфства Монферрат (город Альба с прилегающими областями). Пинероль и ведущая к нему военная дорога стали важным для Франции плацдармом на пути в Италию.
Исход войны усилил международные позиции Франции. Война завершилась её победой, но Мантуя после опустошения имперскими войсками была настолько истощена, что навсегда потеряла своё культурное и экономическое значение.